# Agustín de Campos
José Agustín de Campos (Villanueva de Sigena, Huesca, 4 de enero de 1669 – Bacerac, Sonora, 24 de julio de 1737) fue un misionero y sacerdote jesuita español que predicó en Sonora. Acompañante de Eusebio Francisco Kino, fue quien lo atendió en sus últimas horas, le dio sepultura en Magdalena y continuó su obra por 26 años más. Fue parte e los evangelizadores en las Misiones jesuíticas en el Desierto de Sonora.

## Los primeros años
Desde los 15 años inició a interactuar y a educarse con los jesuitas, En 1692, se ordenó sacerdote a los 23 años. A los 24 años llegó a la Pimería Alta bajo las órdenes de Eusebio Francisco Kino, a la misión de los Santos Ángeles de Guevavi, en 1693.

## Compañero de la obra de Kino
Participó y terminó la construcción de la Iglesias y templos de San Ignacio de Cabórica, (en San Ignacio, Sonora) San José de Hímeris, (Imuris) y la primera capilla dedicada a San Francisco Javier en Magdalena de Buquivaba (Magdalena de Kino).
Asentó su residencia en San Ignacio, donde operó efectivamente la predicación y consolidación del evangelio en la zona. La misión no era más que una choza en 1695.
En 1702, enterró el padre Campos a Francisco Montalvo frente al altar de la Misión de San Ignacio. En 1730, el edificio fue descrito como “deteriorado”. Convirtió a San Ignacio en una escuela de lenguas y la Misión más importante de la Pimería en aquellos entonces.
Los misioneros Kino y de Campos, trabajaron juntos evangelizando y transfiriendo información para el progreso de los naturales de la Pimería Alta. Kino pasó ahí, 24 años de exploración y apertura hacia los nuevos conocimientos, poniendo a la Pimería Alta en el mapa. De Campos paso 43 años consolidando lo iniciado por Kino.
Posteriormente visitó Guevavi varias veces, misma que estaba cerca de la posterior Misión de Tubac. También frecuentó las misiones de Dolores, Remedios y Cocóspera.
En 1711, después de 18 años en Sonora, y a los 42 años de edad, De Campos invitó a Kino, como motivo para la celebración de la primera misa que sería cantada, en la nueva capilla para San Francisco, cuando Kino se empezó a sentir mal de salud, a grado tal que falleció. De campos asistió a Kino en los últimos momentos a Kino y le dio sepultura.

## Consolidando la obra de Kino
El ejemplo de 18 años con Kino, forjó a De Campos, por lo que ahora anualmente realizaba expediciones similares a las de Kino, primero hacia el norte, y luego hacia el oeste. Fue su colaborador el padre Luis Xavier Velarde, quien comenta sobre De Campos: 
“el dominio de la lengua nativa, su santa laboriosidad, el amor y respeto que le tienen los pimas, los diversos otros medios de conversión dictados por su prudencia, celo y experiencia y el conocimiento que tiene de los indios”
Una vez fallecido Kino, pimas de Guevavi, que estaba a unas 25 leguas al norte, acudían ante el padre Agustín hasta San Ignacio, para ser bautizados, casados, alimentados y curados, ya que las enfermedades del Viejo Mundo afectaban y mataban a la población pima, como lo describió el propio padre Agustín en el libro de Bautismos de San Ignacio:
“Por las enfermedades que se están extendiendo y la viruela que ya está en camino”, escribió Campos en el libro de bautismos de San Ignacio, 
Entre 1716 y 1720, bautizó 1,004 almas, pues iba a evangelizar a donde estaban los necesitados. Así iba a Imuris a casar a una pareja de Guevavi, (17 de enero de 1722) y luego fue a Guevavi y bautizó a 18 niños (5 de marzo de 1722). En San Cayetano de Tumacácori bautizó a 27 almas más. Continuó a San Xavier del Bac y bautizó como a 100 niños venidos de Tucson, y Casa Grande. De ahí se devolvió al sureste con por Arivaca, rumbo hasta a Tucubavia. Entre 1711 y 1715, fue tres veces a la costa. En 1721 acompañado de Juan Mateo Mange, buscaría encontrarse con Juan de Ugarte en el Golfo de California y su nave para explorar el Río Colorado.
En 1722 fue a Cd. de México a buscar apoyo de más sacerdotes y recursos, volviendo el 24 de mayo de 1723. Solicitó un presidio de 100 hombres, en los bajos del Río Gila, que sirviera de enlace con la Alta California. Buscaba apoyar a los indios Moqui o Hopi. Lo hacía porque se imaginaba que, si Kino lo supiera, estaría complacido.
Cierto hostigamiento cesó cuando sustituyó el Capitán Juan Bautista de Anza (padre) al anterior, que era un fiel amigo de los padres, a diferencia del anterior que era un detractor, la situación facilitó los trabajos, al igual que su hijo, más famoso y homónimo de él. En 1726, bautizó en Tumacácori a 25 indígenas. El nombre de la ranchería donde bautizó a un bebé recién nacido, por primera vez se registró como Tubac.

## Los últimos años
En junio de 1731, recibió 3 sacerdotes residentes: Uno para Guevavi, Ignacio Xavier Keller (de moravia) otro para San Xavier del Bac, Felipe Segesser (suizo), y uno más para Santa María Suamca (Johann Baptist) Juan Bautista Grazoffer (austriaco). En 1732, en misa concelebraron en San Ignacio, los invitados los tres sacerdotes. El Padre Felipe se quedó a cuidar a de Campos, pues padecía una especie de disentería persistente. Felipe volvió constantemente para cuidar al Padre Agustín. Ante la oposición de los Oódham, en 1736, el padre Agustín fue reubicado a Cuquiárachi Chihuahua y luego a Santa María de Baceraca Sonora en 1737, donde murió por causas naturales a los 68 años de edad. El padre Campos estuvo hasta 1737. El padre Gaspar Stiger, lo sustituyó en San Ignacio hasta 1762. Luego lo sucedió el padre Francisco Pauer.